# Zhang Zilin
Zhang Zilin (chinois simplifié : 张梓琳 ; chinois traditionnel : 張梓琳 ; pinyin : Zhāng Zǐlín) est un mannequin, une reine de beauté et actrice chinoise, née le 22 mars 1984 à Shijiazhuang. Elle détient le titre de Miss Monde 2007.

## Biographie
Zhang Zilin naît dans une famille éduquée de la province du Hebei, limitrophe de Pékin. Sa famille s'installe dans la capitale et Zilin y fréquente l'école secondaire de 1996 à 2002. En 2006, elle est diplômée de l'université des sciences et technologies de Pékin, en administration des affaires.
Parallèlement à ces études elle s’entraîne en athlétisme, sport qu'elle pratique depuis l'âge de 8 ans : elle excelle dans le triple saut et le 100 mètres haies ; elle remporte plusieurs compétitions, jusqu'en 2005 pour son université.
Zhang Zilin débute comme mannequin en 2003 pour l’agence « New Silk Road Modeling » à la suite d'un concours de beauté organisé par l’agence où elle n'est que dans les dix meilleures. Elle est ensuite découverte par le directeur de l’agence, Li Xiaobai. Elle poursuit une carrière internationale, notamment à Berlin et Paris. En 2006, elle se classe parmi les dix premiers mannequins professionnels aux Chinese Fashion and Culture Awards. Ensuite, elle participe à la présentation de la collection automne-hiver 2007 de Giorgio Armani. Puis, elle est désignée « Top model de l’année » par l'agence New Silk Road Modeling.
Le 1er décembre 2007, l'élection de Miss Monde est organisée à Sanya, sur l'île de Hainan dans le Sud de la Chine. Zhang Zilin y est couronnée et devient ainsi la première Miss Monde originaire d'Extrême-Orient. Elle voyage ensuite dans plus de quatre-vingts villes de vingt pays différents, comme le Royaume-Uni, les États-Unis, la Russie, le Mexique, l'Afrique du Sud.
Elle collabore aussi à la promotion des Jeux olympiques d'été de 2008, en participant entre autres à son clip musical officiel Beijing huanying ni (en français : « Pékin te souhaite la bienvenue »).
En 2011 elle joue le premier rôle féminin dans une comédie d'action, Underdog Knight 2 ; en 2014, on la voit dans The Monkey King.

## Vie privée
En 2013 elle épouse Nie Lei à Phuket en Thaïlande, et, en avril 2016, met au monde une fille.

## Filmographie
- 2011 : Underdog Knight 2 (Ying Han 2) de Ding Sheng : Xiao Hui
- 2011 : He-Man (en)
- 2013 : Badge of Fury : apparition caméo
- 2014 : The Monkey King de Soi Cheang : Nuwa
- 2014 : The Break-Up Artist
- 2014 : Bugs (en)
- 2014 : Meet Miss Anxiety (en)
- 2016 : Spicy Hot in Love (en)